# Sahaj Grover
Sahaj Grover (ur. 7 września 1995 w Delhi) – indyjski szachista, arcymistrz od 2012 roku.

## Kariera szachowa
Wielokrotnie reprezentował Indie w mistrzostwach świata i Azji juniorów w różnych kategoriach wiekowych, zdobywając dwa medale: złoty (Belfort 2005 – MŚ do 10 lat) i brązowy (Madras 2011 – MŚ do 20 lat). W 2010 r. zdobył tytuł mistrza Indii juniorów do 20 lat, natomiast w 2011 r. reprezentował narodowe barwy na rozegranej w Kocaeli olimpiadzie juniorów do 16 lat, zdobywając srebrny medal na I szachownicy.
Normy na tytuł mistrza międzynarodowego wypełnił w Nowym Delhi (2007), Reykjaviku (2008) oraz Balatonlelle (2008; w turnieju tym zajął II m. za Zsoltem Szabó), natomiast na tytuł arcymistrza – w Kolkacie (2009), Ćennaju (2011) oraz Atenach (2012). W 2010 r. podzielił II m. (za Dariuszem Świerczem, wspólnie z Ołeksandrem Sułypą) w turnieju Cultural Village Toernooi w Wijk aan Zee, natomiast w 2011 r. podzielił IV m. w Hoogeveen (za Sipke Ernstem, Siergiejem Tiwiakowem i Robinem van Kampenem, wspólnie z m.in. Illą Nyżnykiem) oraz zajął II m. (za Abhijeetem Guptą) w turnieju London Chess Classic Open w Londynie. W 2014 r. zdobył w Dharamsali srebrny medal indywidualnych mistrzostw Indii oraz podzielił I m. (wspólnie z Sabino Brunello) w Durbanie.
Najwyższy ranking w dotychczasowej karierze osiągnął 1 stycznia 2012 r., z wynikiem 2532 punktów zajmował wówczas 14. miejsce wśród indyjskich szachistów.